# Malcolm Caldwell
James Alexander Malcolm Caldwell (* 27. September 1931 in Stirling, Schottland; † 23. Dezember 1978 in Phnom Penh, Demokratisches Kampuchea) war ein britischer Wirtschaftshistoriker, Hochschullehrer und politischer Aktivist. Er lehrte an der School of Oriental and African Studies der Universität London und beschäftigte sich schwerpunktmäßig mit Wirtschaftsgeschichte in Südostasien. 
Er war bei den Studenten und wissenschaftlichen Kollegen überwiegend beliebt, wurde aber für seine Haltung zum Regime der Roten Khmer in Kambodscha kritisiert. Caldwell sah sich als Maoist und verteidigte in seinen Schriften das Regime, weshalb er als ein Apologet der Politik Pol Pots in der westlichen Welt galt. Caldwell war einer von wenigen Europäern aus einem nichtsozialistischen Land, die zu Pol Pot, dem Führer der Roten Khmer, unmittelbaren Kontakt hatten. Wenige Stunden nach einer privaten Unterredung mit ihm wurde Caldwell unter Umständen, die bis heute nicht geklärt sind, in Phnom Penh getötet.

## Beruflicher Werdegang

### Akademische Laufbahn
Caldwell wuchs als Sohn eines Bergarbeiters in Schottland auf. Nach einem Studium der Wirtschaftsgeschichte an der University of Edinburgh (M.A. 1953) promovierte er 1956 an der University of Nottingham mit einer Arbeit über die Arbeits- und Sozialpolitik des britischen Board of Trade in der Zeit 1909–1911 zum Doctor of Philosophy. Danach leistete er zwei Jahre Wehrdienst, zuletzt als Sergeant im Bildungskorps der British Army. Zum Ende der 1950er-Jahre galt er als „junges Talent“ und „künftiger Star der Wissenschaft“. Daraufhin erhielt er 1959 einen Lehrauftrag für neuere Wirtschaftsgeschichte Indonesiens an der zur University of London gehörenden School of Oriental and African Studies (SOAS), 1962 wurde er zum Lecturer für Wirtschaftsgeschichte Ost- und Südostasiens ernannt. Er beschäftigte sich schwerpunktmäßig mit Wirtschaftsgeschichte in Südostasien, wobei er in diesem Themenbereich sowohl zur neueren Geschichte als auch zur Historie vergangener Zeitalter publizierte.
Mehrere Kollegen beschrieben ihn übereinstimmend als freundlich, kollegial, gebildet und hochintelligent, aber auch als naiv. Nach Einschätzung des Guardian-Autors Andrew Anthony war Caldwell auf seinen Reisen zu leichtfertig bereit, die Propaganda des bereisten Landes für bare Münze zu nehmen. Caldwell bezeichnete sich selbst als Anarcho-Maoist, er war fasziniert von der Theorie Maos zur Mobilisierung der Bauern und lobt die anti-antiautoritären Teile in den Schriften Maos. Positive Ansätze sah Caldwell in der Chuch’e-Ideologie Kim Il-sungs, die er in mehreren Schriften unterstützte.
Caldwell war Mitgründer und Mitherausgeber des Journal of Contemporary Asia. 1978 trat er bei lokalen Wahlen in London als Kandidat der Labour Party an.

### Positionen im Vietnamkrieg
Neben seiner Arbeit als Wissenschaftler war Caldwell auch als Aktivist tätig. Bereits seit der Frühphase des Vietnamkriegs war Caldwell ein Kritiker der USA und Südvietnams. Er gründete 1966 im Süden Londons das Socialist Education Center, das unter anderem Fund-Raising-Veranstaltungen durchführte, mit denen erklärtermaßen Mittel für Waffenkäufe der Vietcong gesammelt werden sollten.

### Caldwell über die Roten Khmer

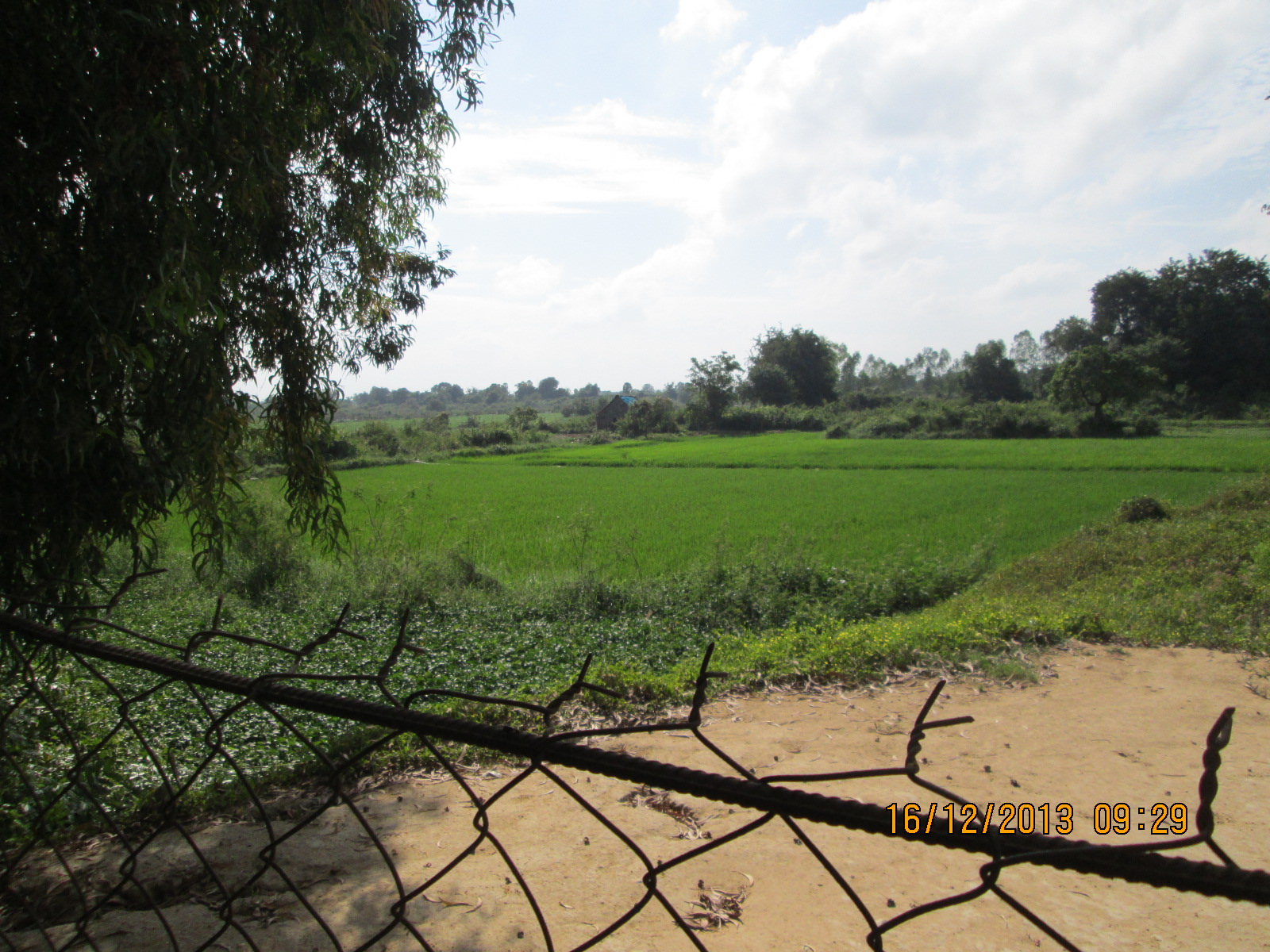
Killing Fields in Kampuchea

Caldwell begrüßte die Machtübernahme der Roten Khmer im April 1975 als „unvergesslich und historisch“ und befürwortete ihre Politik. Er vertrat die Auffassung, dass es notwendig sei, die Bevölkerung so weit wie möglich in der Landwirtschaft einzusetzen. Die Entscheidung, Phnom Penh zu evakuieren und die Stadtbevölkerung „durch harte Arbeit in Reisfeldern zu läutern und umzuerziehen“, sah Caldwell als milderes Mittel im Vergleich zu Exekutionen an, zu denen es ohne die Evakuierung gekommen wäre.
Berichte über Menschenrechtsverletzungen und Exekutionen hielt er zum einen für übertrieben und sah in ihnen, ähnlich wie Noam Chomsky, zum anderen den Unmut einer entmachteten Gesellschaftsschicht, die harte Feldarbeit nicht gewohnt war. Der gegen die Roten Khmer gerichtete Vorwurf des Völkermords war für ihn ein „Musterbeispiel projektiven Verhaltens seitens der US-Medien“. Viele Todesfälle seien in Wirklichkeit auf Malariainfektionen zurückzuführen, die infolge der US-amerikanischen Wirtschaftsblockade gegen Kampuchea nicht hätten behandelt werden können.
Für seine apologetischen Äußerungen über das Regime der Roten Khmer wurde Caldwell vielfach kritisiert. Ihm wurde vorgeworfen, unkritisch die Propagandaveröffentlichungen der Roten Khmer zu übernehmen.

## Tod in Phnom Penh

### Kampuchea 1978: Das Umfeld
Im Herbst 1978 lag die Machtübernahme der Roten Khmer dreieinhalb Jahre zurück. In dieser Zeit hatten sie mit politischer und wirtschaftlicher Unterstützung Chinas das Land, das nun die Bezeichnung Demokratisches Kampuchea erhielt, grundlegend umgestaltet. Zwischen einer und drei Millionen Kambodschaner waren im Genozid in Kambodscha durch Folter, Zwangsarbeit oder Exekutionen ums Leben gekommen. Während des ganzen Jahres 1978 gab es Spannungen mit dem ebenfalls kommunistisch regierten, aber von der Sowjetunion unterstützten Nachbarn Vietnam, der im Osten des Landes wiederholt Aufstände initiierte oder unterstützte. Zum Jahresende 1978 stand Kampuchea am Rande einer kriegerischen Auseinandersetzung mit Vietnam, die letztlich am 25. Dezember 1978 ausbrach.

### Besuch in Kampuchea
In diesem Umfeld erhielt Caldwell in einem für das ansonsten abgeschottete und konspirativ agierende Regime ungewöhnlichen Schritt im Oktober 1978 die Einladung, das Demokratische Kampuchea zu besuchen. Er war der einzige Brite, der während der Herrschaft der Roten Khmer in das Land reisen durfte. Anfang Dezember 1978 kam er in Phnom Penh an. Er bildete zusammen mit Elizabeth Becker, einer Journalistin der Washington Post, und Richard Dudman vom St. Louis Post Dispatch eine Dreiergruppe, die mehr als zwei Wochen lang zu verschiedenen Orten im Land gefahren wurde. Becker und Dudman waren die ersten Journalisten aus einem nichtsozialistischen Land, die das Demokratische Kampuchea besuchen durften. Nach übereinstimmender Auffassung der drei Beteiligten wurden ihnen in dieser Zeit reine PR-Projekte gezeigt, die das wirkliche Leben in Kampuchea verbargen.
Am 22. Dezember 1978, dem letzten Tag des Aufenthalts, erhielten Becker und Dudman schließlich einen Termin für ein Interview mit Pol Pot. Beckers und Dudmans Fragen, die unter anderem die Menschenrechtsverletzungen, das Schicksal von Sihanouk oder die Identität der Regierungsmitglieder betrafen, waren im Vorwege übermittelt worden. Pol Pot ging in dem Gespräch nicht auf sie ein, sondern führte einen mehr als einstündigen Monolog, in dem er vor den Vietnamesen warnte und damit angab, im Kampf die Unterstützung der USA, Europas und Asiens zu bekommen. Erst danach konnten Becker und Dudman einige Fragen stellen, die aber zumeist ignoriert wurden. Becker meinte später, anstelle eines Interviews habe sie eine Vorlesung erhalten, und beurteilte Pol Pot als wahnsinnig.
Nach der Beendigung des Interviews mit Becker und Dudman führte Pol Pot ein Einzelgespräch mit Caldwell, über dessen Inhalt wenig bekannt ist. Die einzige Quelle hierzu ist eine Aussage von Pol Pots Dolmetscher, der später berichtete, das Gespräch sei freundlich verlaufen und habe Fragen der Landwirtschaft und der Volkswirtschaft zum Gegenstand gehabt. Becker und Dudman befanden, Caldwell sei nach dem Gespräch mit Pol Pot „euphorisiert“ gewesen.

### Ermordung
Gegen ein Uhr am Morgen des 23. Dezember 1978 fielen im Gästehaus, in dem Caldwell, Becker und Dudman untergebracht waren, mehrere Schüsse. Becker, die ihr Zimmer verlassen hatte, wurde von einer bewaffneten Person bedroht, eine andere Person schoss auf Dudman. Beide flohen in ihre Zimmer. Von seinem Fenster aus sah Dudman mehrere vermummte Personen vor dem Gästehaus hin- und herlaufen. Nach einer Stunde wurden Becker und Dudman von einem ihnen unbekannten Kambodschaner unterrichtet, dass Caldwell erschossen worden sei. Sie fanden Caldwell tot in seinem Zimmer auf, mit mehreren Schusswunden im Oberkörper. Neben ihm lag ein ihnen unbekannter kambodschanischer Mann, der eine Waffe in der Hand hatte und ebenfalls tot war.
Becker und Dudman flogen noch am 23. Dezember 1978 nach Peking. Den Sarg mit Caldwells Leiche führten sie mit sich.
Nach anfänglicher Darstellung seitens der Roten Khmer war Caldwell von einem Einzeltäter erschossen worden, der nach der Tat in Caldwells Zimmer Selbstmord begangen habe. Noch im Dezember 1978 kam es in Phnom Penh zu einer Untersuchung des Vorgangs. Der Geheimdienst Santebal nahm mehrere Personen fest, die nach Folter im Gefängnis S-21 gestanden, Caldwell ermordet zu haben, „um die Politik der Partei in Misskredit zu bringen“ bzw. sie davon abzuhalten, mit der Außenwelt freundschaftliche Beziehungen zu unterhalten. Sie gaben an, im Auftrag gehandelt zu haben, konnten ihre angeblichen Auftraggeber aber nicht benennen. Die angeblichen Attentäter wurden im Januar 1979 hingerichtet. Überlebende Beteiligte auf kambodschanischer Seite sind nicht bekannt.

### Hypothesen zu den Hintergründen
Warum Caldwell ermordet wurde und wer die Ermordung veranlasst hat, ist nach wie vor ungeklärt. In der Literatur finden sich stark voneinander abweichende Erklärungsversuche, von denen keiner belastbar begründet werden kann.
- Der britische Geheimdienst ging davon aus, dass die Ermordung Caldwells auf Anweisung Pol Pots erfolgte. Der Asienforscher Ben Kiernan hält diese Möglichkeit für die wahrscheinlichste.[17] Auch der australische Journalist Wilfred Burchett geht davon aus, dass Caldwells Ermordung von Pol Pot angeordnet wurde. Danach sei es bei der privaten Unterredung zu einer Meinungsverschiedenheit zwischen Caldwell und Pol Pot gekommen, die Auslöser für die Ermordung des Wissenschaftlers gewesen sei. Dem stehen die Aussagen des Dolmetschers von Pol Pot über den Gesprächsverlauf sowie die Einschätzung von Elizabeth Becker entgegen, Caldwell sei nach seinem Zusammentreffen mit Pol Pot „euphorisch“ gewesen. Auch nach Einschätzung Beckers waren es allerdings Soldaten des Regimes der Roten Khmer, die Caldwell umbrachten.[14]
- Nach Auffassung von Pol Pots Biograph Philip Short ist es dagegen am wahrscheinlichsten, dass Caldwell von einem vietnamesischen Killerkommando umgebracht wurde. Im Vorfeld der zwei Tage später begonnenen Invasion der vietnamesischen Armee sei es der Führung in Hanoi darum gegangen, Unruhe auszulösen und der Führung der Roten Khmer den Zusammenbruch ihres Sicherheitssystems vor Augen zu führen.[18]
- Pol Pot brachte im Laufe der Jahre sehr unterschiedliche Erklärungsversuche in Umlauf. Nach einer Version sei Caldwell von Richard Dudman umgebracht worden. Caldwell habe herausgefunden, dass Dudman ein Agent der CIA gewesen sei, und Dudman habe durch den Mord seine Enttarnung verhindern wollen.[18]

## Werke (Auswahl)
- 1968: Hunger and the Bomb
- 1972: Cambodia in the Southeast Asian War, Monthly Review Press, ISBN 978-0-85345-171-6
- 1976: Thailand: Towards the Revolution, Race and Class Group, ISBN 978-0-85001-017-6
- 1977: Wealth of Some Nations: Introduction to the Study of Political Economy, Zed Books Ltd, ISBN 978-0-905762-01-2